# Vought YA-7F
Le Vought YA-7F Strikefighter était un prototype d'avion d'attaque transsonique américain conçu par Vought Aircraft Industries, Inc., basé sur l'avion subsonique A-7 Corsair II du même constructeur.
Deux prototypes furent assemblés à partir de cellules d'A-7D, mais l'YA-7F n'entra jamais en production, son rôle étant déjà rempli par le F-16 Fighting Falcon.

## Conception et développement

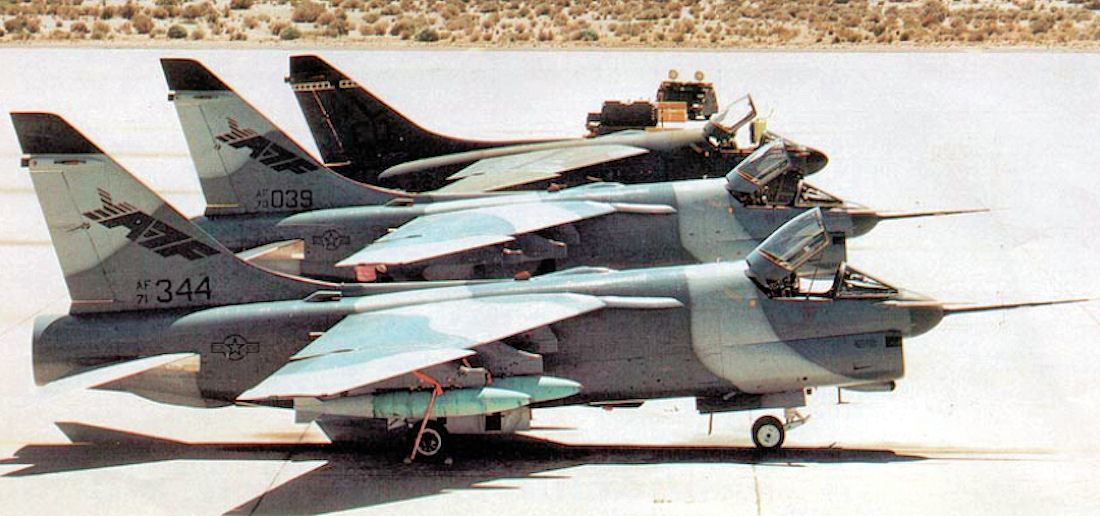
Les deux prototypes YA-7F du en, accompagnés d'un A-7D de la base aérienne d'Edwards.

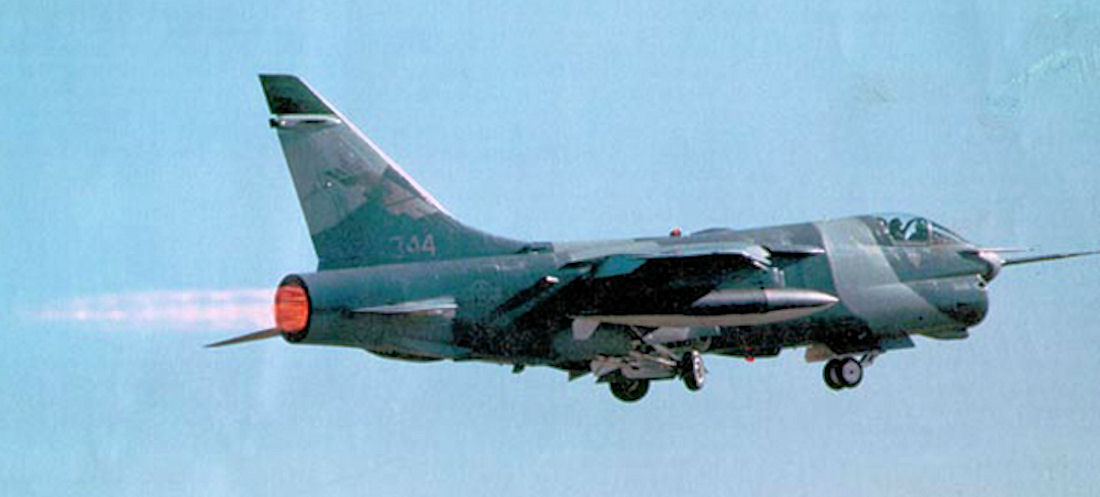
Prototype YA-7F no 71-0344 en vol avec la PC allumée, en 1989.

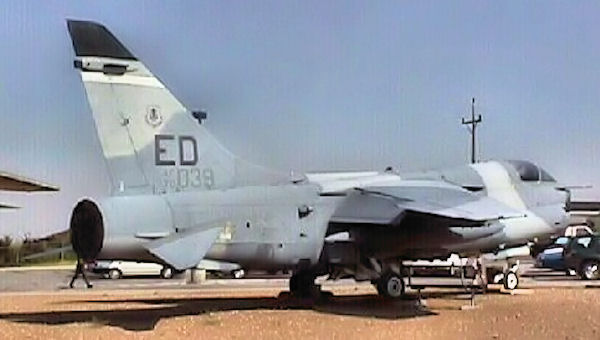
l'YA-7F no 70-1039, au '.

En juin 1985, étant inquiète au sujet de l'A-10 Thunderbolt II, qui était alors considéré comme trop lent pour réaliser des missions d'interdiction, l'US Air Force exprima un besoin pour la conception d'un avion d'assaut rapide. Le nouveau concept faisait appel à un nouveau moteur, le Pratt & Whitney F100-PW-220 ou le General Electric F110-GE 100. La société Ling-Temco-Vought répondit à cet appel par la proposition de l'YA-7F, une version supersonique de l'A-7 propulsée par un turboréacteur F100-PW-200 produisant 116 kN de poussée. Au cours du processus de développement, le magazine Aviation Week & Space Technology rapporta que plus tôt, LTV avait également testé l'adaptation d'une postcombustion de F100-PW-220 au moteur existant Allison TF41-A-1. Comme le TF41 disposait d'un taux de dilution plus élevé, l'ajout de la postcombustion produisit une poussée bien plus importante que celle du moteur de Pratt & Whitney, tout en conservant la faible consommation procurée par le TF41.
Afin de pouvoir y installer le moteur plus grand, le fuselage de l'avion fut allongé d'environ 1,22 m. De nouvelles sections de fuselage furent insérées à la fois dans l'avant et l'arrière du fuselage : une section de 76 cm à l'avant des ailes et une section de 46 cm en arrière de celles-ci. Il y avait en fait trois raisons à cet allongement : La première était évidemment de loger le nouveau moteur, plus grand, mais ces modifications permettaient également de résoudre certains problèmes aérodynamiques et de répartir de manière équilibrée les différentes masses de l'avion. Par la même occasion, l'augmentation de volume interne créée permit d'augmenter la capacité en carburant de l'avion et d'améliorer ses capacités d'emport. L'aile fut renforcée et équipée de nouveaux volets hypersustentateurs, d'extensions de bord d'attaque et de volets de manœuvre automatiques.
La hauteur de la dérive verticale fut augmentée d'environ 25 cm, le plan horizontal monobloc vit son profil en dièdre devenir négatif, et les surfaces de contrôle furent aplaties. Sans surprise, le résultat final fut très ressemblant au F-8 Crusader qui avait servi de base de développement à l'A-7 subsonique original. La majeure partie des systèmes internes et de mission de l'avion furent lourdement modifiés et mis à jour avec de la technologie de pointe, incluant un système de génération d'oxygène embarqué évolué et de meilleurs écrans dans le cockpit. Des systèmes d'attaque de nuit à basse altitude, une visualisation tête haute (VTH) améliorée et de nombreuses améliorations logicielles pour la navigation et la délivrance d'armement furent planifiées et conçues en parallèle par Vought Dallas.
Le nouvel A-7 supersonique pouvait accélérer, avec un chargement de 7 880 kg de bombes, de 740 à 1 020 km/h en moins de quinze secondes, et pouvait soutenir une vitesse de Mach 1,2 pendant une durée plus importante grâce à son carburant supplémentaire. Les modifications de l'YA-7F lui permettaient de réaliser des virages rapides sous des facteurs de charge de 7 g, ce qui lui permettait d'effectuer des manœuvres évasives soutenues, et il disposait également de grosses améliorations de performances à angles d'attaque élevés. En tant que plateforme dédiée à la pénétration d'un territoire ennemi et au retour en sécurité de son pilote à la base, le surnom de « Strikefighter » de l'YA-7F était probablement celui qui semblait le plus approprié. Deux A-7D furent lourdement modifiés pour réaliser les deux prototypes de cet avion. Le premier vola le 29 novembre 1989 et franchit le mur du son au cours de son deuxième vol. Le second prototype vola pour la première fois le 3 avril 1990.
Le projet fut annulé en raison de relations améliorées avec d'anciens adversaires, d'une baisse globale des budgets alloués à la Défense, et le fait que la garde nationale aérienne, jusqu'alors la principale utilisatrice américaine de l'A-7, préféra passer à l'utilisation du F-16, alors en cours de production.

## Versions
- YA-7F (A-7D Plus / A-7 Strikefighter)[2] : Version allongée et supersonique de l'A-7, équipée d'un turbofan Pratt & Whitney F100 et optimisée pour le rôle d'interdiction. Annulé après la production de seulement deux prototypes.

## Exemplaires préservés
Fait assez rare pour être noté, les deux exemplaires de cet avion n'ont pas eu à subir l'épreuve de la destruction et ont été préservés en bon état dans deux musées :
- 70-1039 : Appareil exposé au Hill Aerospace Museum (en), sur la base aérienne Hill, au nord de l'Utah[1] ;
- 71-0344 : Appareil conservé dans un hangar à l'Air Force Flight Test Center Museum, sur la base aérienne d'Edwards, en Californie[3].